# Kanton Arras-Ouest
Arras-Ouest (Nederlands: Atrecht-West) is een voormalig kanton van het Franse departement Pas-de-Calais. Het kanton maakte deel uit van het arrondissement Arras.
Het kanton omvatte uitsluitend een deel van de gemeente Arras.